# Tournée de l'équipe de France de rugby à XV en 2004
 (novembre 2019).
Si vous disposez d'ouvrages ou d'articles de référence ou si vous connaissez des sites web de qualité traitant du thème abordé ici, merci de compléter l'article en donnant les références utiles à sa vérifiabilité et en les liant à la section « Notes et références ».
L'équipe de France de rugby à XV effectue du 3 au 10 juillet 2004 une tournée aux États-Unis et au Canada.

## Résultats complets
| No | Date            | Lieu                                  | Match               | Score   | Compétition |
| -- | --------------- | ------------------------------------- | ------------------- | ------- | ----------- |
| 1  | 3 juillet 2004  | Dillon Stadium, Hartford - États-Unis | États-Unis – France | 31 – 39 | test match  |
| 3  | 10 juillet 2004 | York Stadium, Toronto - Canada        | Canada – France     | 13 – 47 | test match  |

## Résultats des test matchs
La France bat les États-Unis 39-31.